# Inbioluperus flowersi
Inbioluperus flowersi là một loài bọ cánh cứng trong họ Chrysomelidae. Loài này được Clark miêu tả khoa học năm 1993.